# António Leitão
António Carlos Carvalho Nogueira Leitão (ur. 22 lipca 1960 w Espinho, zm. 18 marca 2012 w Porto) – portugalski lekkoatleta długodystansowiec, medalista olimpijski z 1984.
Zdobył brązowy medal w biegu na 5000 metrów podczas mistrzostw Europy juniorów w 1979 w Bydgoszczy. Wystąpił na tym dystansie na mistrzostwach Europy w 1982 w Atenach, ale odpadł w eliminacjach. Na pierwszych mistrzostwach świata w 1983 w Helsinkach zajął 10. miejsce w tej konkurencji. Zdobył brązowy medal w drużynie na mistrzostwach świata w biegach przełajowych w 1984 w East Rutherford (indywidualnie był 25.).
Leitão odniósł największy sukces na igrzyskach olimpijskich w 1984 w Los Angeles. Zdobył tam brązowy medal w biegu na 5000 metrów. Poprowadził bieg finałowy w mocnym tempie i uległ na finiszu jedynie Saïdowi Aouicie z Maroka i Markusowi Ryffelowi ze Szwajcarii.
Późniejsza kariera Leitão była przerywana kontuzjami. Na halowych mistrzostwach Europy w 1986 w Madrycie zajął 7. miejsce w biegu na 3000 metrów. Był piąty w finale biegu na 5000 metrów na mistrzostwach Europy w 1986 w Stuttgarcie. Na mistrzostwach Europy w 1990 w Splicie odpadł w eliminacjach na tym dystansie. Zakończył karierę w 1991.
W 1981 był mistrzem Portugalii w biegach na 5000 m i 3000 metrów z przeszkodami. Wielokrotny rekordzista kraju na różnych dystansach.
Rekordy życiowe Leitão:
- bieg na 1500 metrów – 3:38,20 (24 lipca 1982, Lizbona)
- bieg na 3000 metrów – 7:39,69 (26 sierpnia 1983, Bruksela, rekord Portugalii)
- bieg na 5000 metrów – 13:07,70 (16 września 1982, Rieti, były rekord Portugalii[8][9])

Zmarł w marcu 2012 na hemochromatozę.

## Odznaczenia
- Oficer Orderu Infanta Henryka – 1984[11]